# Операција (филм)
Операција је југословенски телевизијски филм из 1977. године, који је режирао Сава Мрмак.

## Радња
Хирург Јаков Ковачевић, изморен како обавезама на послу тако и свакодневним партијским састанцима, сазнаје од свог пацијента (који му је уједно и комшија) који је на самрти ко је пре 30 година убио његовог деду и да је убица и данас жив. Реч је о Радашу Милићу, припаднику четничке црне тројке који данас живи мирно са децом и унуцима. То у Јакову буди бес који му враћа сећање на ту кобну ноћ. Заплет почиње кад Радаша довозе у болницу јер му је потребна хитна операција коју мора да обави баш Јаков.

## Улоге
| Глумац            | Улога                    |
| ----------------- | ------------------------ |
| Марко Тодоровић   | Др. Јаков Ковачевић      |
| Бранислав Јеринић | четник Радаш Милић       |
| Милан Пузић       | Стојан Ковачевић         |
| Урош Гловацки     | Радован Ковачевић        |
| Душица Жегарац    | Ксенија Ковачевић        |
| Петар Краљ        | Синиша                   |
| Предраг Тасовац   | Др. Митровић             |
| Богољуб Динић     | Лекар                    |
| Морис Леви        | Лекар                    |
| Љуба Ковачевић    | Новак Симић              |
| Надежда Вукићевић | главна медицинска сестра |
| Мирослав Петровић | јавни тужилац Коста      |
| Љубомир Ћипранић  | четник                   |
| Славица Ђилас     | медицинска сестра        |
| Богдан Јакуш      | Стојанов комшија         |
| Бошко Пулетић     | Син Радаша Милића        |
| Славица Ђилас     | Медицинска сестра        |
| Раде Марковић     | Јаков као дете           |